# Luz colimada
Se denomina luz colimada a la luz cuyos rayos son paralelos entre sí, lo que se puede lograr de diferentes formas, siendo la más sencilla hacerla incidir en un espejo cóncavo desde una fuente situada en el foco. Se suele decir que la luz colimada está enfocada en el infinito.
Se dice que un haz de luz está colimado si la divergencia del vector de Poynting correspondiente es nula. El flujo de la energía es unidireccional, de modo que cada rayo del haz puede considerarse paralelo a cualquier otro. Dentro de ciertas aproximaciones acerca de la fuente primordial puede obtenerse un haz colimado mediante un sistema de dos lentes: una primera lente hace converger todos los rayos en la focal de la segunda, de forma que finalmente salen paralelos.
El láser suele estar colimado, debido a que se genera en el interior de una cámara entre dos espejos de este tipo, además de ser coherente.
La luz de las estrellas, incluido el Sol, puede considerarse colimada (para casi cualquier propósito) debido a que están a distancias muy grandes.
Un espejo parabólico de precisión llevará los rayos paralelos a un foco en un único punto. Los espejos esféricos son más sencillos de construir que los parabólicos y suelen utilizarse para producir luz más o menos colimada. Para producir luz colimada útil, la fuente de luz debe acercarse a un punto; es decir, debe ser pequeña con respecto al sistema óptico, como la imagen que forma un espejo de una estrella. La desventaja es que, puesto que la luminosidad de la mayoría de fuentes es baja, dicho sistema óptico no puede producir mucha energía óptica. El láser es una excepción importante a esta regla general.